# Jiro Sato

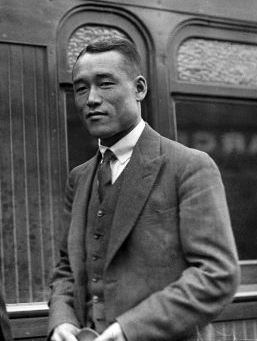
Jiro Sato (1932).

Jiro Sato (佐藤次郎), född 5 januari 1908 i Gunma prefektur, Japan, död 5 april 1934 i Malackasundet, var en japansk tennisspelare.

## Tenniskarriären
Jiro Sato tillhörde världseliten inom amatörtennis under de första åren av 1930-talet. Liksom andra japanska elitspelare som tidigare Zenzo Shimizu, hade han tillägnat sig grundslagsteknik av modern typ genom Soft-ball tennis-spel. 
Sato deltog med framgång i flera Grand Slam-turneringar. Han nådde semifinalerna i herrsingel i Franska mästerskapen (1931 och 1933), Australiska mästerskapen (1932) och Wimbledonmästerskapen (1932 och 1933). I Wimbledon besegrade han i kvartsfinalen 1932 det föregående årets mästare, Sidney Wood. Året därpå besegrade han Henry Austin i kvartsfinalen, men fick i semifinalen ge sig mot den blivande slutsegraren Jack Crawford med setsiffrorna 3-6, 4-6, 6-2, 4-6. I kvartsfinalen i Franska mästerskapen  1933 besegrade han den brittiska världsstjärnan, senare trefaldige Wimbledonmästaren, Fred Perry.
Jiro Sato hade också framgång i dubbelspel i Grand Slam-sammanhang. Han nådde finalen i Wimbledonmästerskapen 1933, men han och hans partner Ryosuke Nunoi förlorade mot det franska paret Jean Borotra och Jacques Brugnon. Han var även i final i mixed dubbel i Australiska mästerskapen 1932.

### Jiro Sato somDavis Cup-spelare
Jiro Sato spelade 1931-33 hela 28 Davis Cup-matcher för Japan av vilka han vann 22. År 1931 nådde laget Europasemifinal, men förlorade där mot Storbritannien med 0-5 i matcher. Sato mötte bland annat Fred Perry. Säsongen därpå nådde laget, med Jiro Sato som lagankare tillsammans med Tatsuyoshi Miki åter semifinal, men förlorade då mot Italien med 3-2. År 1933 var laget åter i semifinal, denna gång mot Australien. Jiro Sato besegrade Jack Crawford men Japan förlorade slutligen med 3-2. I en tidigare DC-match samma säsong besegrade det japanska laget Tyskland. I den matchen besegrade Jiro Sato den tyske storspelaren Gottfried von Cramm.
Jiro Sato begick självmord i Malackasundet den 5 april 1934.